# Thomas Huber (Wasserballspieler)
Thomas Huber (* 4. November 1963 in Stuttgart) ist ein ehemaliger deutscher Wasserballspieler, der eine olympische Bronzemedaille gewann und 1989 Europameister wurde.
Huber begann seine Karriere beim SV Cannstatt. Er wechselte 1987 zum ASC Duisburg, mit dem er 1989 den deutschen Pokal gewann.
Seit Anfang 1984 gehörte der Stürmer auch zum Kader der deutschen Nationalmannschaft. Bei den Olympischen Spielen 1984 in Los Angeles war die deutsche Mannschaft wegen des Olympiaboykottes der UdSSR und Ungarns ein Mitfavorit, mit dem Gewinn der Bronzemedaille hinter den Jugoslawen und den amerikanischen Gastgebern gelang den deutschen Spielern der einzige olympische Medaillengewinn nach 1945. Es folgten Bronze bei der Europameisterschaft 1985 und der sechste Platz bei der Weltmeisterschaft 1986. Sowohl bei der Europameisterschaft 1987 als auch bei den Olympischen Spielen 1988 verpasste die deutsche Mannschaft mit Rang 4 nur knapp die Medaillenränge. 1989 gewann die deutsche Mannschaft bei der Europameisterschaft, wobei mit Peter Röhle, Thomas Huber, Rainer Osselmann, Frank Otto, Hagen Stamm und Dirk Theismann noch sechs Spieler aus dem Olympiaaufgebot von 1984 dabei waren.